# TARGET2
TARGET2 ermöglicht im Bankwesen als Gironetzwerk den grenzüberschreitenden Zahlungsverkehr zwischen EU-Zentralbanken und Kreditinstituten inner- und außerhalb der EU.

## Allgemeines
Es wird entwickelt und betrieben von den Zentralbanken Deutschlands (Deutsche Bundesbank), Frankreichs (Banque de France) und Italiens (Banca d’Italia) und ist die zweite Generation des Zahlungsverkehrssystems TARGET (Trans-European Automated Real-time Gross Settlement Express Transfer System). Es ist seit dem 19. November 2007 das gemeinsame Echtzeit-Bruttoabwicklungssystem des Eurosystems. Am 19. Mai 2008 wurde mit TARGET2 ebenso die technische Infrastruktur der Individualzahlungsverkehrssysteme der nationalen Zentralbanken des Eurosystems und der Europäischen Zentralbank (EZB) zusammengeführt.
Täglich werden über TARGET2 Zahlungen in Höhe von 1.700 Milliarden Euro abgewickelt; über TARGET2-Securities Wertpapiere im Wert von 1100 Milliarden.

## Aufgaben

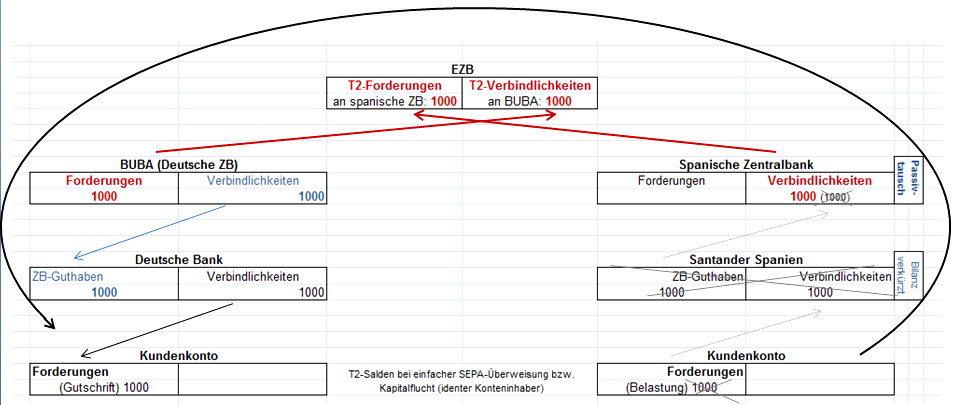
Veränderung TARGET2-Salden bei einer Überweisung zwischen Euro-Ländern

Brutto-Clearingsysteme dienen dem täglichen Transfer von Zentralbankgeld zwischen den angeschlossenen Banken. „Brutto“ bedeutet in diesem Zusammenhang, dass jede einzelne Zahlung aus dem Zentralbankguthaben der auftraggebenden Bank ausgeführt wird. Zentralbankoperationen, Überweisungen aus Großbetragszahlungssystemen im Interbankenverkehr sowie andere Euro-Transfers werden über TARGET2 verrechnet.
Wenn Zentralbankgeld von einer nationalen Zentralbank des Eurosystems an eine andere überwiesen wird, entstehen Verbindlichkeiten und Forderungen gegenüber der Europäischen Zentralbank, die als Clearingstelle (täglich 24:00 Uhr) fungiert. Bei der belasteten Zentralbank verringert sich der TARGET2-Saldo (ein Guthaben schrumpft, eine Schuld wächst) und bei der empfangenden Zentralbank erhöht er sich. Die Salden werden mit dem Hauptrefinanzierungssatz des Euro-Systems verzinst. Im Sommer 2012 waren die so entstandenen Forderungen und Verbindlichkeiten die größten Posten in den Bilanzen der meisten Zentralbanken des Eurosystems.
TARGET-Verbindlichkeiten können nur von Zentralbanken des Eurosystems aufgebaut werden. Alle anderen Zentralbanken außerhalb des Eurosystems, die am TARGET2-System teilnehmen, sowie sämtliche Geschäftsbanken, die einen direkten Zugang zum TARGET2-System haben, müssen am Tagesende ausgeglichene oder positive TARGET2-Salden vorweisen. Innertageskredite der EZB sind besichert, auf den betreffenden Tag beschränkt und können nicht in Übernachtkredite umgewandelt werden.

## Vorgeschichte
Nachdem in den ersten Jahren seit der Euroeinführung die Zentralbanken der teilnehmenden Länder ihre lokalen Clearingsysteme miteinander vernetzt hatten, wurde am 16. November 1998 (EZB/1998/NP13) das alte TARGET-Netz geschaffen. Dabei wurden die internationalen Überweisungen in größeren Summen zumeist zwischen den lokalen Clearingsystemen durchgeführt. Im Herbst 2002 wurde durch einen EZB-Ratsbeschluss die Schaffung einer zweiten Generation der gemeinsamen Plattform für Zahlungen in Euro beschlossen (TARGET2), bei der auch kleinere Beträge direkt ohne die vorherige Saldierung in nationalen Clearingsystemen überwiesen werden konnten. Auf die Höhe der sich im internationalen Zahlungsverkehr netto ergebenden TARGET-Salden hatte dies keinen Einfluss.
Im Sommer 2003 erklärten die drei Zentralbanken Frankreichs (Banque de France), Deutschlands (Bundesbank) und Italiens (Banca d’Italia) ihre Bereitschaft, eine solche Einheitsplattform zu installieren und zu betreiben.
Als Starttermin für die neue Plattform wurde am 26. April 2007 (EZB/2007/2) der 19. November 2007 festgelegt. Ursprünglich sollte TARGET2 schon Anfang 2007 in Betrieb genommen werden.

## TARGET2-Teilnehmer
Die Europäische Zentralbank hat den Wechsel der nationalen Zahlungssysteme auf TARGET2 in vier Etappen durchgeführt.
| Staat \ Ø       | 12/'06 | 08/'12 | 12/'14 | 12/'15 | 12/'16 | 12/'17 | 12/'18 | 12/'19 | 12/'20 | 12/'21 | 12/'22 | 12/'23 | 12/'24 |
| --------------- | ------ | ------ | ------ | ------ | ------ | ------ | ------ | ------ | ------ | ------ | ------ | ------ | ------ |
| Deutschland     | 9      | 749    | 476    | 597    | 743    | 871    | 932    | 861    | 1136   | 1261   | 1269   | 1093   | 1046   |
| Luxemburg       | 5      | 124    | 104    | 143    | 167    | 192    | 214    | 199    | 259    | 327    | 302    | 257    | 239    |
| Irland          | -6     | -91    | -19    | -3     | -1     | 4      | 15     | 37     | 46     | 85     | 102    | 98     | 95     |
| Belgien         | -38    | -40    | -12    | -9     | 1      | -8     | -15    | -43    | -66    | -86    | -24    | -1     | 76     |
| Niederlande     | 3      | 132    | 9      | 66     | 112    | 103    | 113    | 61     | 38     | -23    | 81     | 49     | 67     |
| Finnland        | 0      | 60     | 14     | 32     | 46     | 59     | 47     | 62     | 49     | 25     | 39     | 59     | 21     |
| Zypern          | -      | -10    | -3     | 2      | 6      | 7      | 8      | 8      | 8      | 13     | 15     | 15     | 15     |
| Slowenien       | -      | -6     | 2      | 0      | -1     | -1     | 1      | 3      | 7      | 9      | 10     | 16     | 13     |
| Litauen         | -      | -      | -      | 1      | -2     | -4     | -5     | 0      | 6      | 15     | 7      | 9      | 11     |
| Kroatien        | -      | -      | -      | -      | -      | -      | -      | -      | -      | -      | -      | 16     | 5      |
| Malta           | -      | -1     | -2     | -1     | 1      | 4      | 4      | 5      | 6      | 7      | 5      | 5      | 4      |
| Estland         | -      | 1      | 1      | 2      | 1      | 0      | 0      | 1      | -1     | 1      | -2     | 0      | 2      |
| Slowakei        | -      | -3     | 4      | 1      | -5     | 10     | 10     | 12     | 8      | 24     | -15    | -7     | -4     |
| Lettland        | -      | -      | -2     | -2     | -5     | -7     | -7     | -4     | -5     | -5     | -10    | -8     | -6     |
| Portugal        | -8     | -71    | -55    | -61    | -72    | -83    | -82    | -78    | -80    | -79    | -69    | -55    | -69    |
| Österreich      | -20    | -41    | -34    | -33    | -26    | -39    | -40    | -42    | -37    | -57    | -82    | -84    | -80    |
| Frankreich      | 17     | -13    | -38    | -56    | -35    | -14    | -33    | -22    | 58     | 26     | -15    | -27    | -108   |
| Griechenland    | -11    | -106   | -44    | -95    | -72    | -60    | -29    | -26    | -80    | -104   | -112   | -115   | -115   |
| EZB             | -      | 13     | -23    | -82    | -163   | -229   | -249   | -237   | -342   | -340   | -325   | -407   | -350   |
| Italien         | 23     | -285   | -187   | -247   | -364   | -433   | -482   | -425   | -516   | -590   | -684   | -521   | -415   |
| Spanien         | 24     | -429   | -191   | -256   | -333   | -374   | -403   | -392   | -500   | -513   | -502   | -394   | -447   |
| Summe Forder.   | 81     | 1079   | 610    | 844    | 1077   | 1250   | 1344   | 1249   | 1621   | 1793   | 1830   | 1617   | 1594   |
| Summe Verbindl. | 83     | 1096   | 610    | 845    | 1079   | 1252   | 1345   | 1269   | 1627   | 1797   | 1840   | 1619   | 1594   |

### Gruppe 1 (19. November 2007)
- Österreich
- Republik Zypern
- Deutschland
- Lettland
- Litauen
- Luxemburg
- Malta
- Slowenien

### Gruppe 2 (18. Februar 2008)
- Belgien
- Finnland
- Frankreich
- Irland
- Niederlande
- Portugal
- Spanien

### Gruppe 3 (19. Mai 2008)
- Dänemark
- Estland
- EZB
- Griechenland
- Italien
- Polen

### Gruppe 4 (15. September 2008)
Die Gruppe 4 war für Unvorgesehenes bestimmt, wurde aber nicht benötigt, da die Migration am 19. Mai 2008 erfolgreich abgeschlossen werden konnte.
Seit dem 1. Januar 2009 ist auch die Slowakei, seit dem 1. Februar 2010 Bulgarien, seit dem 4. Juli 2011 Rumänien und seit dem 1. Januar 2023 Kroatien angeschlossen.

## Transaktionspreise
Den Teilnehmern werden seit dem 19. Mai 2008 einheitlich zwei Modelle angeboten:
1. Option A: 0150 Euro Fixgebühr pro Monat plus 0,80 Euro pro Transaktion
2. Option B: 1875 Euro Fixgebühr pro Monat plus 0,125 bis 0,60 Euro pro Transaktion (Staffel, je nach Menge der Transaktionen)

## Entwicklung der TARGET-Salden

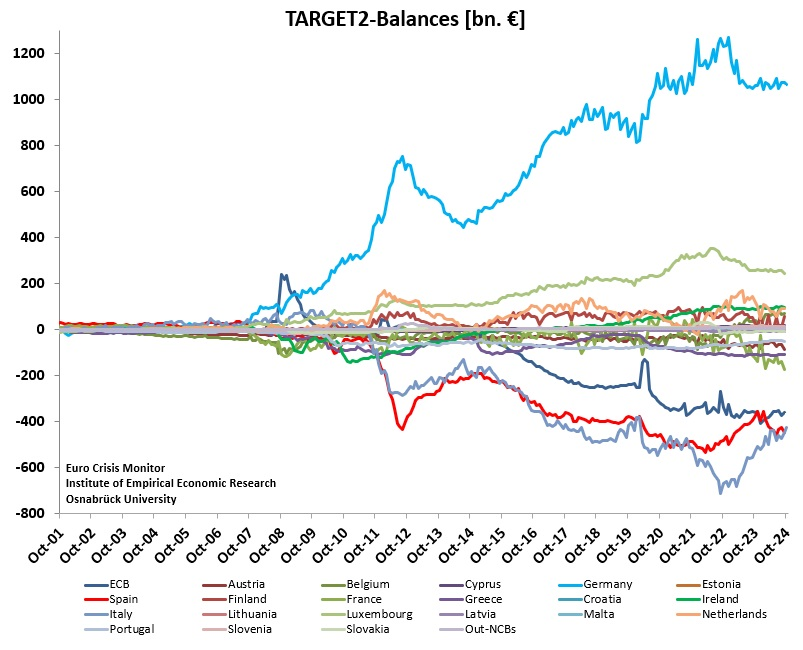
TARGET2-Salden ausgewählter Länder im Eurosystem ab 2001 in Mrd. Euro

### Datenlage
Die Targetsalden gleichen sich innerhalb des Eurosystems aus, weshalb sie in der Bilanz der EZB nicht auftauchen, sondern nur in den Jahresabschlüssen der angeschlossenen nationalen Zentralbanken (NZB). Seit September 2015 stellt auch die EZB umfangreiche Statistiken zu dem Thema bereit.

### Entwicklung
Relativ niedrige TARGET-Salden bis zum Sommer 2007 zeigen, dass bis zum Ausbruch der globalen Finanzkrise die grenzüberschreitenden Zahlungen nahezu ausgeglichen waren. Ein Saldenausgleich erfolgt grundsätzlich (so auch bis 2007) dann, wenn Geschäftsbanken (typischerweise) der Überschussländer Interbankenkredite an Banken der Defizitstaaten gewähren und deren Kunden bzw. Importeure diese Kredite zur Bezahlung der Importe nutzen. Mit den Problemen am Interbankenmarkt und der europäischen Finanz- und Schuldenkrise nahmen die TARGET-Salden zu. Ab 2008 versiegte der europäische Interbankenmarkt und die europäischen Kreditinstitute, insbesondere in der Peripherie, gingen dazu über, sich vermehrt bei der EZB zu refinanzieren.
Daraus lässt sich ein wesentlicher Grund für die unausgeglichenen TARGET2-Salden ab 2008 ableiten: Da die Refinanzierung der Peripheriebanken nicht weiter aus den Kreditgewährungen der Banken der Überschussländer erfolgte, ging der Geldfluss am Interbankenmarkt nur noch von Defizit- zu Überschussstaaten. Spiegelbildlich dazu bauten sich die TARGET-Salden auf.
In der Folge erreichten die TARGET-Forderungen des nordeuropäischen Euroblocks (Deutschland, die Niederlande, Finnland und Luxemburg) im August 2012 mit 1056 Milliarden Euro ihren Höhepunkt. Die darauf folgende vorübergehende Abnahme der Salden lässt sich anhand der europäischen Rettungspolitik erklären: Das Versprechen der EZB, den Euro zu retten (Aussage „whatever it takes“ von Mario Draghi) und im Rahmen des Outright-Monetary-Transactions-Programms (OMT) unbegrenzt Staatsanleihen der Krisenländer aufzukaufen, führte dazu, dass private Investoren den Krisenländern wieder Kredite zur Verfügung stellten. Zudem trugen die Geldzuflüsse der öffentlichen Rettungsschirme zu fallenden TARGET-Salden bei.

## Öffentliche und wissenschaftliche Debatte
Eingang in die öffentliche und wissenschaftliche Debatte fanden die TARGET-Salden erstmals im Februar 2011, als Hans-Werner Sinn, damals Präsident des ifo Instituts in München, in einem Artikel in der Wirtschaftswoche auf die Zunahme der TARGET-Salden und seine Interpretation derselben hinwies. Die TARGET-Forderungen hatten von 5 Milliarden Euro Ende 2006 auf 326 Milliarden Euro Ende 2010 zugenommen. In einem Artikel in der Süddeutschen Zeitung zeigte Hans-Werner Sinn Deutschlands vermeintliches Haftungsrisiko in Zusammenhang mit den TARGET-Salden auf: Ende Februar 2011 betrugen die TARGET-Verbindlichkeiten von Griechenland, Irland, Portugal und Spanien zusammen 340 Milliarden Euro. Im Falle eines Zahlungsausfalls dieser Länder würde Deutschland entsprechend seinem Kapitalanteil an der EZB mit 33 % bzw. 104 Milliarden Euro haften.
Sinn war der erste, der den Zusammenhang zwischen TARGET-Salden einerseits und Zahlungsbilanzungleichgewichten innerhalb der Eurozone, innereuropäischen Kapitalströmen und der Verteilung des Zentralbankgeldes andererseits aufzeigte. Er legte dar, wie das EZB-System dem versiegenden privaten Kapitalzufluss in die Krisenländer dadurch begegnete, dass Refinanzierungskredite in den Krisenländern aufgebaut und in den gebenden Ländern verringert wurden. Ihren wissenschaftlichen Niederschlag fanden diese Erkenntnisse u. a. in einem gemeinsamen Artikel mit Timo Wollmershäuser.
Einer der Kritikpunkte Sinns besteht darin, dass das TARGET-System bei Zahlungsbilanzungleichgewichten automatisch Kredite generiere. Weder die kreditgebende Notenbank werde aktiv noch wirkten parlamentarische Gremien mit. Von der Öffentlichkeit geschehe dies weitgehend unbemerkt. Sinn erklärte, dass aus ökonomischer Sicht TARGET-Kredite und öffentliche Rettungsfazilitäten dieselbe Funktion haben und ähnliche Haftungsrisiken bergen. Eine Sonderausgabe des CESifo Forums vereinigt eine Reihe von Stellungnahmen zur TARGET-Diskussion, die Sinns Interpretation weitgehend stützen. Peter Burgold und Sebastian Voll von der Universität Jena kamen in einer Replik zu Sinn und Wollmershäuser hingegen zu dem Ergebnis, dass TARGET2-Salden in einer Währungsunion keine Kredite seien und daher auch nicht als solche betrachtet werden sollten. Auch die Ökonomen Willem Buiter, Karl Whelan und Martin Hellwig widersprachen der Einschätzung von Sinn. Hellweg betonte, dass Banknoten „keine Schuldtitel“ sind. Das ausgegebene Zentralbankgeld erscheine zwar in der Bilanz einer Zentralbank als Verbindlichkeit, aber dies sei eine Verbindlichkeit, die sie praktisch zu nichts verpflichte. Nachdem der Goldstandard abgeschafft worden sei, gebe es keine Einlösepflicht mehr für Banknoten, allenfalls die Pflicht, eingereichte Banknoten in andere Banknoten umzutauschen. Sinn hielt dem entgegen, dass bei dem TARGET2-System tatsächlich Vermögen transferiert werde und dass es sich bei dem TARGET2-System um „unbegrenzte und ungedeckte Überziehungskonten“ handele und ihre Salden einen „Überziehungskredit“ darstellten, trotz fehlender Möglichkeit, sie fällig zu stellen. Für diese Deutung zog er unter anderem Veröffentlichungen der Wirtschaftswissenschaftler Carmen Reinhart, Aaron Tornell und Frank Westermann heran.
Die Bundesbank erklärte die steigenden TARGET-Salden mit der sich ändernden Verteilung des Zentralbankgeldes innerhalb des Eurosystems, was wiederum mit den Verwerfungen am Geldmarkt erklärt werden kann. Noch 2011 erklärte die Bundesbank, ein eigenständiges Risiko gehe von den Target-Salden nicht aus. Im Februar 2012 warnte jedoch der Präsident der Deutschen Bundesbank Jens Weidmann in einem Brief den EZB-Präsidenten Mario Draghi vor den wachsenden Risiken innerhalb des TARGET-Systems. Weidmann schlug eine Besicherung der Forderungen vor, die zu dieser Zeit gegenüber den finanzschwachen Notenbanken des Euro-Systems über 800 Milliarden Euro betrugen (davon allein für die deutsche Bundesbank 547 Milliarden Euro).
Paul De Grauwe und Yuemei Ji postulierten 2012, dass mit den TARGET-Salden keinerlei Risiko verbunden sei. Insbesondere bedeute ein Ausfall der TARGET-Forderungen keinen finanziellen Verlust, da der Wert des Zentralbankgeldes unabhängig von den Forderungen der Notenbank sei. In einer Replik 2012–2013 argumentierte Sinn gegen dieses Postulat der Risikolosigkeit. Er sagte aus, dass die Argumente von De Grauwe und Ji im Falle des Zusammenbruchs des Eurosystems nicht zutreffen würden. So würde ein Ausfall der TARGET-Forderungen Einkommenseinbußen bei der Zentralbank auslösen, die ihre Seigniorage überwiegend aus Refinanzierungskrediten und den hiermit verbundenen Zinszahlungen erwirtschaftet. Deren Wegfall würde – speziell auf Deutschland bezogen – zu geringeren Transfers der Bundesbank an den Bundeshaushalt führen.
Das Bundesverfassungsgericht urteilte am 18. März 2014: „TARGET2-Salden entstehen durch die tägliche Saldierung der grenzüberschreitenden Transaktionen. Sie stellen Forderungen oder Verbindlichkeiten gegenüber der Europäischen Zentralbank dar.“ Auf der Grundlage dieser Sichtweise und unter Bezug auf die „Autonomie der Bundesbank“ (nach Art. 73 Nr. 4, 74 Nr. 11 und 88 GG) kam eine Ausarbeitung der Wissenschaftlichen Dienste des Deutschen Bundestags zu dem Schluss, dass der Deutsche Bundestag der Bundesbank keine Risikolimitierungen zum TARGET2-System vorschreiben könne.
Ein Teil der wissenschaftlichen Debatte bezog sich auf die Frage, inwiefern TARGET-Salden Forderungen bzw. Verbindlichkeiten im juristischen Sinn seien. Der Präsident der Europäischen Zentralbank Mario Draghi stellte hierzu in einem Schreiben vom Januar 2017 an Abgeordnete des Europaparlamentes fest, dass, würde ein Land das Eurosystem verlassen, alle Forderungen oder Verbindlichkeiten der nationalen Zentralbank (NZB) des austretenden Landes gegenüber der EZB vollständig abgerechnet werden müssten. Falls die ausscheidende NZB allerdings ihre Verbindlichkeiten nicht tilgen würde, müsste dies durch EZB geschehen. Diese bilanzwirksamen Verluste der EZB würden zunächst aus eigenen Reserven kompensiert werden. Die potenziell verbleibenden Verluste würden auf alle verbleibenden NZBen des Eurosystems nach den jeweiligen Kapitalanteilen umgelegt. Folglich sei „die Höhe des TARGET2-Saldos der Bundesbank … in diesem Fall unerheblich für das Ausmaß der Verluste, die auf die Bundesbank entfielen.“ Allerdings beträgt der deutsche Anteil am Eigenkapital der EZB 26 %. Somit müssten die deutschen Steuerzahler für über ein Viertel der Verluste haften.
Der italienische Wirtschaftswissenschaftler Roberto Perotti meinte, dass die von Kritikern des TARGET2-Systems vertretenen Bedenken sowohl aus theoretischen Gründen als auch wegen ihrer politischen Implikationen ernst genommen werden sollten.
Nach Analysen der Ökonomen Thomas Eger und Peter Weise auf mikroökonomischer Grundlage ist die TARGET-Forderung kein TARGET-Kredit der Deutschen Bundesbank, sondern eine TARGET-Einnahme der deutschen Geschäftsbanken bzw. der deutschen Exporteure von Waren und Wertpapieren, die in der Zahlungsbilanz unter „Übriger Kapitalverkehr“ und in der Bilanz der Deutschen Bundesbank unter „Sonstige Forderungen“ gebucht wird. Alle Forderungen sind demnach bereits beglichen.
In einer Anhörung des Finanzausschusses des Deutschen Bundestags vom 5. Juni 2019 vertrat der Wirtschaftswissenschaftler Dirk Ehnts die Auffassung, dass es sich bei den TARGET2-Forderungen um „reine Buchungsposten“ handele. Es handele sich „nicht um Verbindlichkeiten oder Forderungen“. Im Falle offener TARGET2-Forderungen bei einem Zerbrechen des Euro „würde keiner irgendjemandem etwas schulden“. Dem schloss sich Isabel Schnabel, damals Professorin für Finanzmarktökonomie der Rheinischen Friedrich-Wilhelms-Universität Bonn, später EZB-Direktorin, „weitgehend“ an. Sie vertrat die Auffassung, dass TARGET2-Salden keine Kredite sind: „Es handelt sich bei dem, was in der Bilanz steht, letztlich um Konventionen. Die Posten stehen nicht zu fairen Werten in der Bilanz, und der faire Wert, den wir ausführlich in der Stellungnahme diskutiert haben, wäre eigentlich null. Das heißt, das ist eine Forderung, die einen Zeitwert von null hat. Diese Forderung kann natürlich ausfallen, aber das wäre bei einem Zeitwert von null vielleicht gar nicht so schlimm.“

## Umstellung auf T2
Am 21. März 2023 verkündete die EZB die erfolgreiche Umstellung auf das neue T2-Echtzeit-Bruttoabwicklungssystem. Das neue System war am 20. März 2023 hochgefahren worden. Das neue System führte am ersten Tag rund 400.000 Transaktionen aus, was dem durchschnittlichen Volumen vor der Migration entsprach. Das Projekt, welches im Dezember 2017 gestartet worden war, bietet verbesserte Cybersicherheit und verbessert die Fähigkeiten der Teilnehmer ihre Liquidität zu steuern und zu überwachen. Ein zentraler Grund für die Umstellung ist die Unterstützung des T2-Systems für den ISO-Standard 20022. Das Projekt sei Teil der Bemühungen die Marktinfrastruktur der Eurozone zu modernisieren, den zukünftigen Erwartungen des Marktes zu entsprechen und die Effizienz der europäischen Finanzmärkte zu verbessern.

## Internationale Konkurrenz
TARGET2 steht in Konkurrenz zu Systemen wie Fedwire, CHIPS und CIPS.